# Austrocactus
Austrocactus är ett släkte av kaktusväxter. Austrocactus ingår i familjen kaktusväxter.
Kladogram enligt Catalogue of Life:
| Austrocactus | \| \| Austrocactus bertinii \| \| \| \| \| \| Austrocactus philippii \| \| \| \| \| \| Austrocactus spiniflorus \| \| \| \| |
|              | \| \| Austrocactus bertinii \| \| \| \| \| \| Austrocactus philippii \| \| \| \| \| \| Austrocactus spiniflorus \| \| \| \| |
|              | Austrocactus bertinii |
|              | |
|              | Austrocactus philippii |
|              | |
|              | Austrocactus spiniflorus |
|              | |

## Bildgalleri

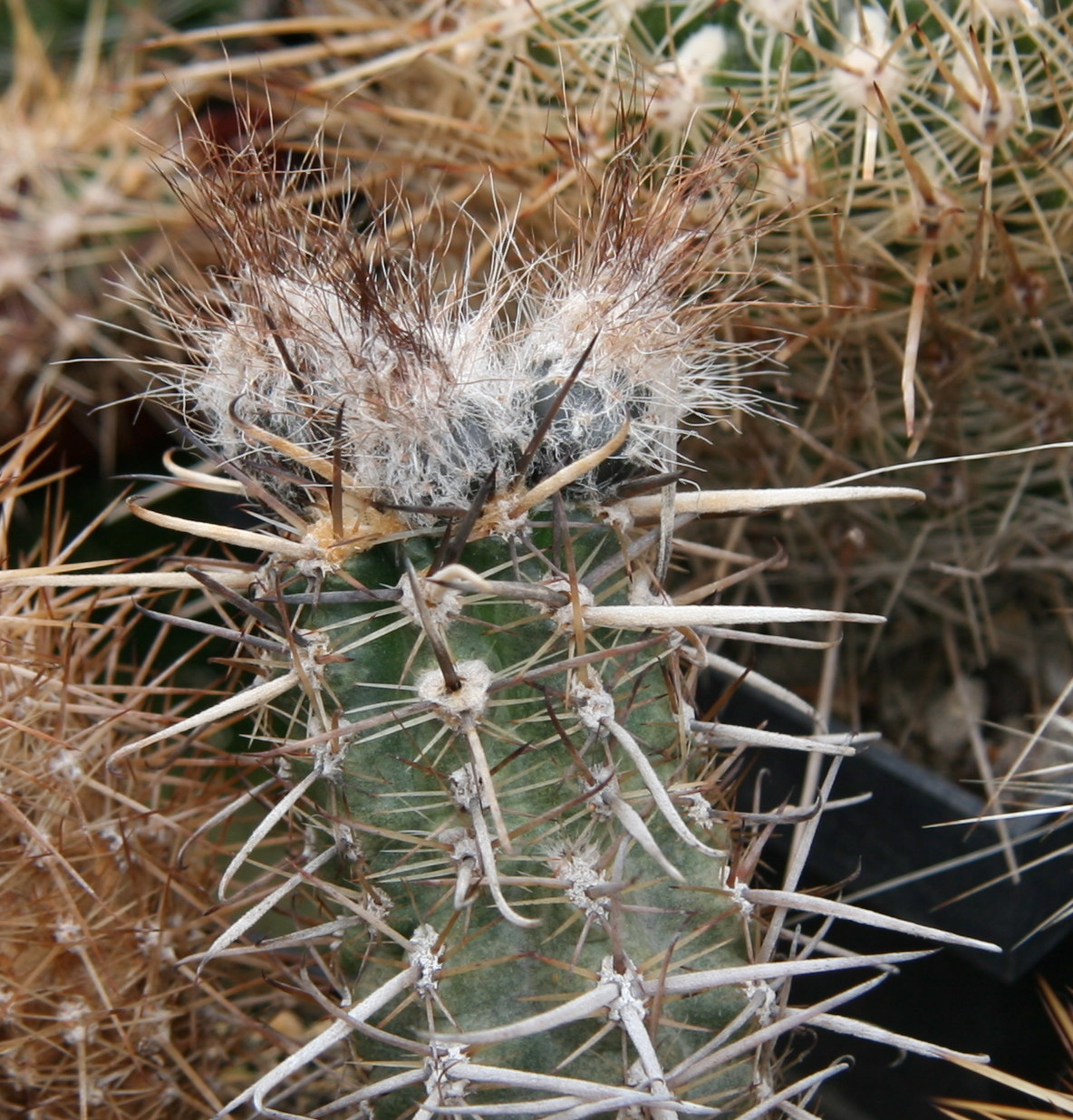